# 大塚たくま
大塚 たくま（おおつか たくま、1987年8月24日 - ）は、福岡県田川市出身のフリーライター、Web編集者、起業家。株式会社なかみ代表取締役。

## 来歴
福岡大学経済学部卒業。フジテレビ「5LDK」のADとなった後、株式会社ホワイトボックスにて、ライターとなる。2019年に、フリーライターとして独立し、メシ通などのWebメディアで記事を執筆した。2020年、2021年、2023年、2025年には、オモコロ杯を受賞。
2020年には、Webメディア「嬉野温泉暮らし観光案内所」の連載をスタートし、編集長を務めている。
田口めんたいこと共に、福岡めんたいこ地位向上協会の活動を行っている。2022年には、株式会社なかみを設立した。
2025年、福岡のローカルWebメディア「福岡のなかみ」を立ち上げ、編集長に就任。

## 出演

### テレビ番組
- タダイマ！（RKB毎日放送）- 2021年10月5日[12], 2022年2月1日, 5月19日[13], 11月29日[14]
- ももち浜ストア（テレビ西日本） - 2021年8月12日[15], 9月9日[16], 2022年1月6日[17], 8月18日[18]
- Let's After The Beatles!（テレビ九州）- 嬉野・武雄エリアで放送されるビートルズ番組で、時折ビートルズ楽曲の解説をする。

### ラジオ番組
- レッツ！ビートルズ on Radio（エフエム佐賀）- 2020年5月14日, 5月28日, 2021年11月11日[19],11月18日
- ナシかもめ劇場（FM KITAQ）- 2021年11月11日[20]

### YouTube
- YouTube「大塚はアビスパ福岡のために何かしたい」[21]
- YouTube「古民家暮らしの建築士よしろう」[22]
- YouTube「福岡のなかみ【公式】新感覚ローカルWebメディア」[23]